# Willy Hufschmid
Willy Hufschmid (* 9. Oktober 1918; † 12. Dezember 1996) war ein Schweizer Handballspieler.

## Leben
Hufschmid gehörte zum Aufgebot der Schweizer Handballnationalmannschaft bei den Olympischen Spielen 1936 in Berlin. Er gewann mit der Mannschaft die Bronzemedaille und absolvierte dabei drei der fünf Spiele.